# Камран Азіз
Камран Азіз (1922 — 7 березня 2017) — кіпрський музикант і фармацевт. Вона була першою жінкою-композитором і першою жінкою-фармацевтом у кіпрсько-турецькому суспільстві. Вона зробила значний внесок у турецьку кіпрську народну музику настільки, наскільки започаткувала цей жанр у сучасному розумінні. Вона також була однією з перших жінок-музикантів, яка грала публічно і піонером гри та викладання західної музики, разом зі своїм колегою Джейлом Дервішем.

## Раннє життя
Азіз народилася в 1922 р. Вона була дочкою Мехмета Азіза, лікаря, якому приписується викорінення малярії на Кіпрі; її старша сестра, Туркан Азіз, згодом стала першою головною медсестрою на острові. Музичну освіту вона розпочала у віці 8 років, навчившись грати на фортепіано. Закінчила Американську академію в Нікосії.
Вона здобула державну освіту з фармакології, закінчила її в 1944 році і стала першою турецькою кіпрською жінкою-фармацевтом разом з Айше Даною.

## Музична кар'єра
Азіз розпочала свої музичні трансляції на Британському військовому радіо в 1945 році. Вона почала перекладати класичні твори на турецьку в цьому році, набагато швидше до того, як подібні переклади почнуться в Туреччині. У 1950 році вона заснувала музичний ансамбль «Kâmran Aziz ve Arkadaşları» («Камран Азіз та її друзі»). Цей ансамбль виступав на радіо, а потім на телебаченні в Кіпрській телерадіокомпанії до 1963 року. Вони виконували популярні пісні, а також переклади оперних арій та lied-и таких композиторів, як Шуберт, турецькою мовою. Ці переклади в основному виконували сама Азіз та її колега Джейл Дервіш. Це змінило музичний смак турецько-кіпрського суспільства та популяризувало колектив. Азіз і Дервіш також компонували танго, вальси та марші. Незважаючи на те, що більшість її композицій не є фольклорними, деякі пісні, написані Азізою, були натхненні кіпрською народною музикою. Ці пісні виявились надзвичайно популярними і тепер представлені як частина канону турецької кіпрської народної музики.
Її роль у музичних традиціях призвела до того, що Культурний комітет Асамблеї Республіки присудив їй Спеціальну премію.

## Кар'єра фармацевта
Азіз відкрила свою аптеку, Aziz Pharmacy, в 1947 році. Впродовж своєї кар'єри вона разом керувала музикою та своєю аптекою. У 1959 році вона заснувала турецько-кіпрський союз фармацевтів (Turkish Cypriot Union of Pharmacists) разом з одинадцятьма іншими фармацевтами. Вона зіграла впливову роль у невдалій спробі заснування першого фармацевтичного складу на Північному Кіпрі, що значно полегшило б доступ до ліків та запобігло їх нестачі. Пізніше вона зіграла подібну роль у заснуванні складу Гюч (lang Güç Warehouse), найбільшого на той час на Північному Кіпрі, у 1988 році. Цей склад належав державному підприємству та окремим фармацевтам, і його назвала сама Азіз, яка залишалася в його раді директорів до 1997 року. Азіз закрила свою аптеку в 1997 році. Її аптека надихнула місцевий музей фармакології, який був відкритий в 2011 році.

## Смерть
Азіз була госпіталізована з легеневими ускладненнями в 2017 році і впродовж місяця перебувала в державній лікарні доктора Бурхана Налбантоглу в Північній Нікосії(North Nicosia). Вона померла 7 березня 2017 року у віці 95 років, через день після виписки з лікарні. Її похоронна молитва відбулася в мечеті Ісмаїл Сафа, а її поховали в Нікосії. Президент Мустафа Акинчі та прем'єр-міністр Хюсейн Озгюргюн опублікували співчуття щодо її смерті.